# Мециети
Мециети (груз. მეწიეთი) — село в Грузии, на территории Чохатаурского муниципалитета края (мхаре) Гурия.

## География
Село находится в западной части Грузии, на левом берегу реки Губазеули, на расстоянии приблизительно 5 километров (по прямой) к юго-юго-западу от посёлка городского типа Чохатаури, административного центра муниципалитета. Абсолютная высота — 216 метров над уровнем моря.

## Население
По результатам официальной переписи населения 2014 года, в Мециети проживало 125 человек (59 мужчин и 66 женщин). В национальной структуре населения грузины составляли 100 %.
| Год  | Население, человек |
| ---- | ------------------ |
| 2002 | 182                |
| 2014 | ↘ 125              |